# Atopomyrmex cryptoceroides
Atopomyrmex cryptoceroides är en myrart som beskrevs av Carlo Emery 1892. Atopomyrmex cryptoceroides ingår i släktet Atopomyrmex och familjen myror. Inga underarter finns listade.

## Bildgalleri

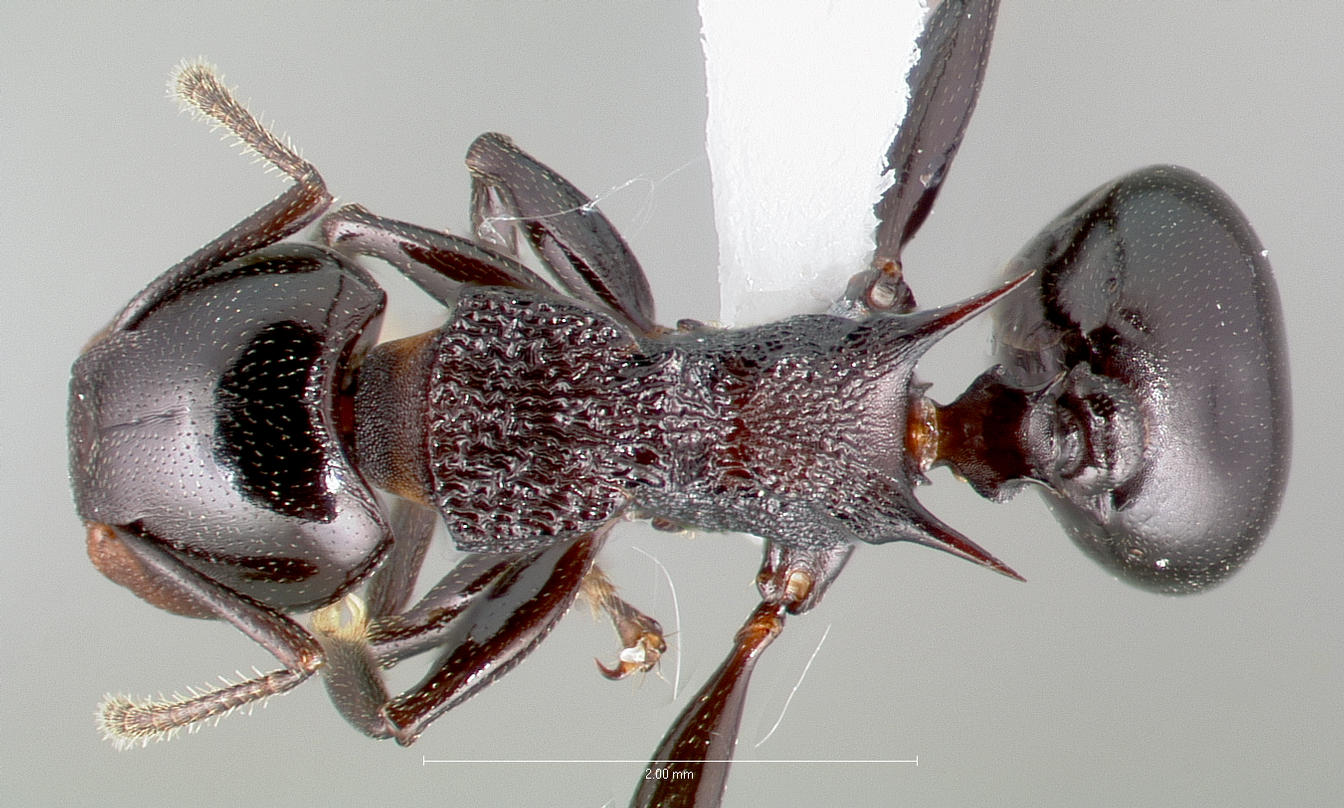
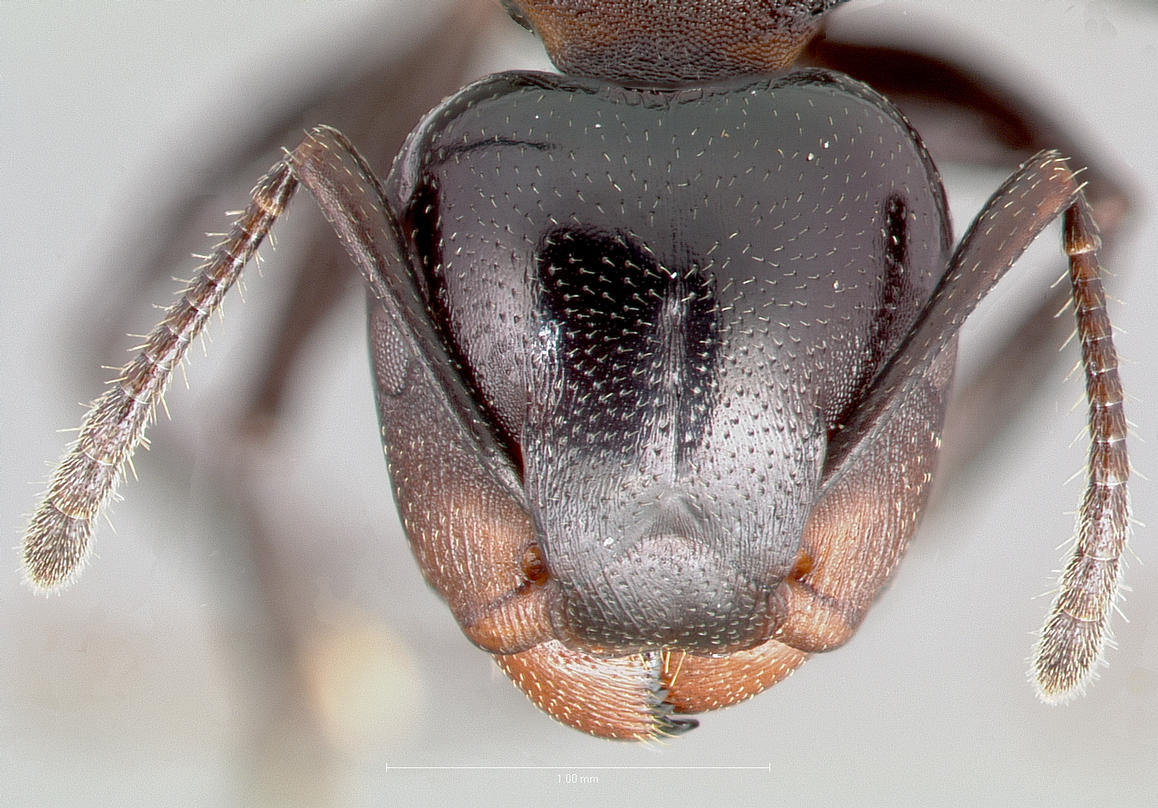
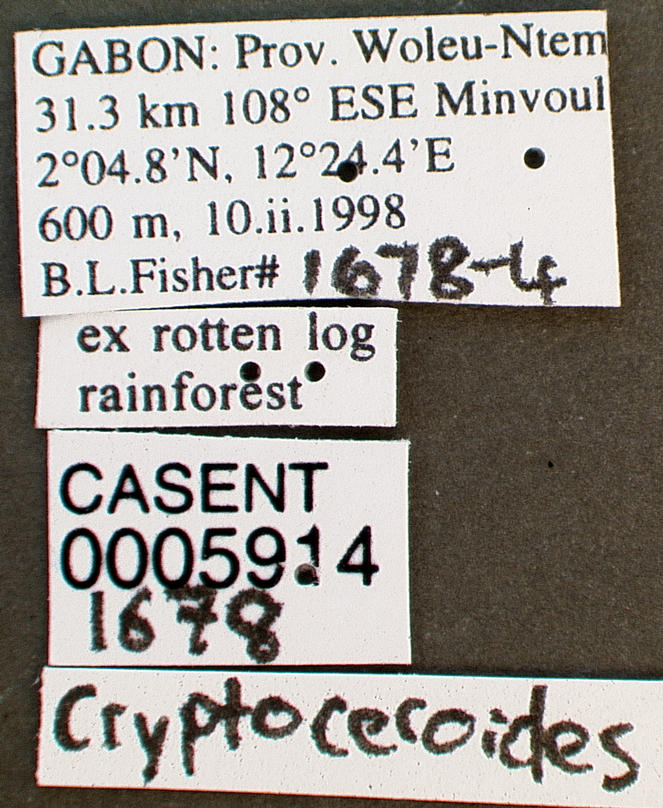
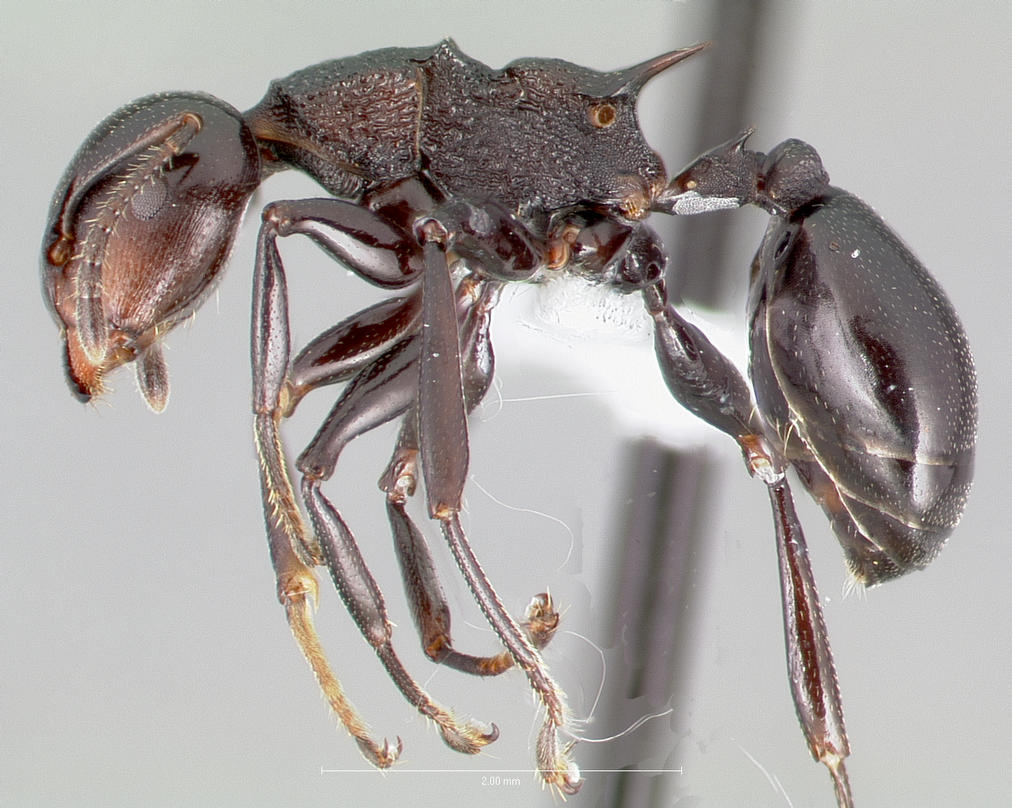
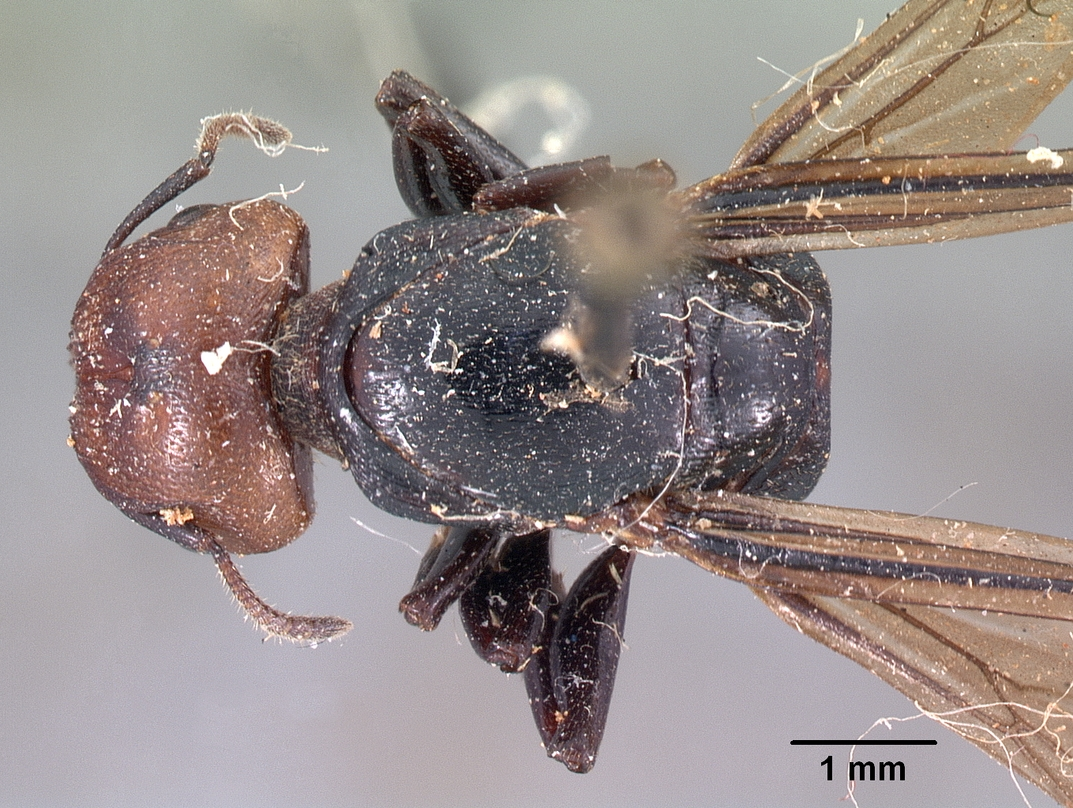
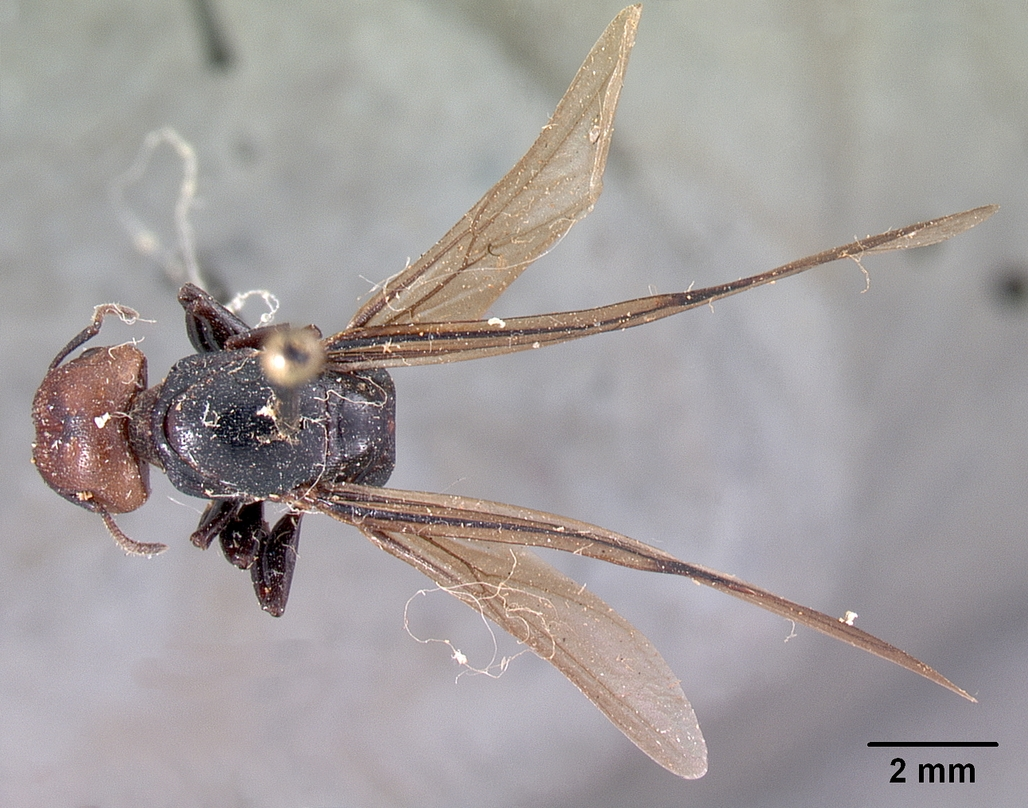